# 桑山貞寄
桑山 貞寄 (くわやま さだより)は、江戸時代前期から中期にかけての旗本。

## 経歴
桑山貞晴の四男として生まれる。寛永13年（1636年）、兄・貞利の臨終に際して末期養子となることを希望したが認められず、所領を収公された。その後、寛永15年（1638年）12月25日に貞利の旧領のうち大和国葛上郡・葛下郡の名跡を継ぐことを認められる。寛永16年（1639年）6月に書院番となる。承応元年（1652年）9月25日、目付代として米沢藩に赴いた。明暦2年（1656年）7月28日に使番となり、12月26日に布衣の着用を許される。明暦3年（1657年）屋敷奉行となって屋敷割の役目を務めた。寛文元年（1661年）5月1日、仙台藩に赴いて国目付を務める。寛文6年（1666年）3月1日山田奉行となり、12月28日に従五位下丹後守に叙任される。貞享元年（1684年）2月4日に職を辞して寄合に列し、7月19日に致仕した。元禄13年（1700年）9月25日、88歳で死去。

## 系譜
- 父：桑山貞晴 （父）
- 正室：屋代忠正の娘
- 長男：桑山元稠 (長男)
- 長女：仁賀保誠尚室 (長女)
- 次女：堀直依室 (次女)
- 三女：都築為常室 (三女)